# Výstřižky
Výstřižky, v angličtině známé pod názvem Snipping Tool, jsou nástrojem operačního systému Microsoft Windows sloužící k vytváření snímků obrazovky nebo jejích částí. Výstřižky byly přidány ve Windows Vista a jsou součástí Windows dosud.
Uživatel má k dispozici čtyři režimy:
- Režim obdélníku slouží uživateli k označení čtyřúhelníkové části obrazovky, která má být nasnímána.
- Režim výběru okna slouží k nasnímání některého z běžících oken některého programu.
- Režim celé obrazovky slouží k nasnímání celé obrazovky.
- Režim volného tvaru slouží k nasnímání části obrazovky, kterou uživatel označení náčrtem libovolného tvaru.

Uživatel si též může nastavit prodlevu, za kterou dojde ke snímání. Po vytvoření snímku může uživatel použít základní kreslící nástroje a vzniklý snímek zkopírovat do schránky nebo uložit ve formátu png, jpg nebo gif.

## Historie
Nástroj se stal součástí Windows ve verzi Windows Vista, již dříve byl však dostupný ve speciálních balíčkách softwaru. Pod názvem Výstřižky byl program součástí všech dalších verzí Windows. Ve Windows 10, verzi 1809, byl program přepracován a dočasně se přejmenoval na Výstřižek a skica.